# Albanskirche (Frankenbach)

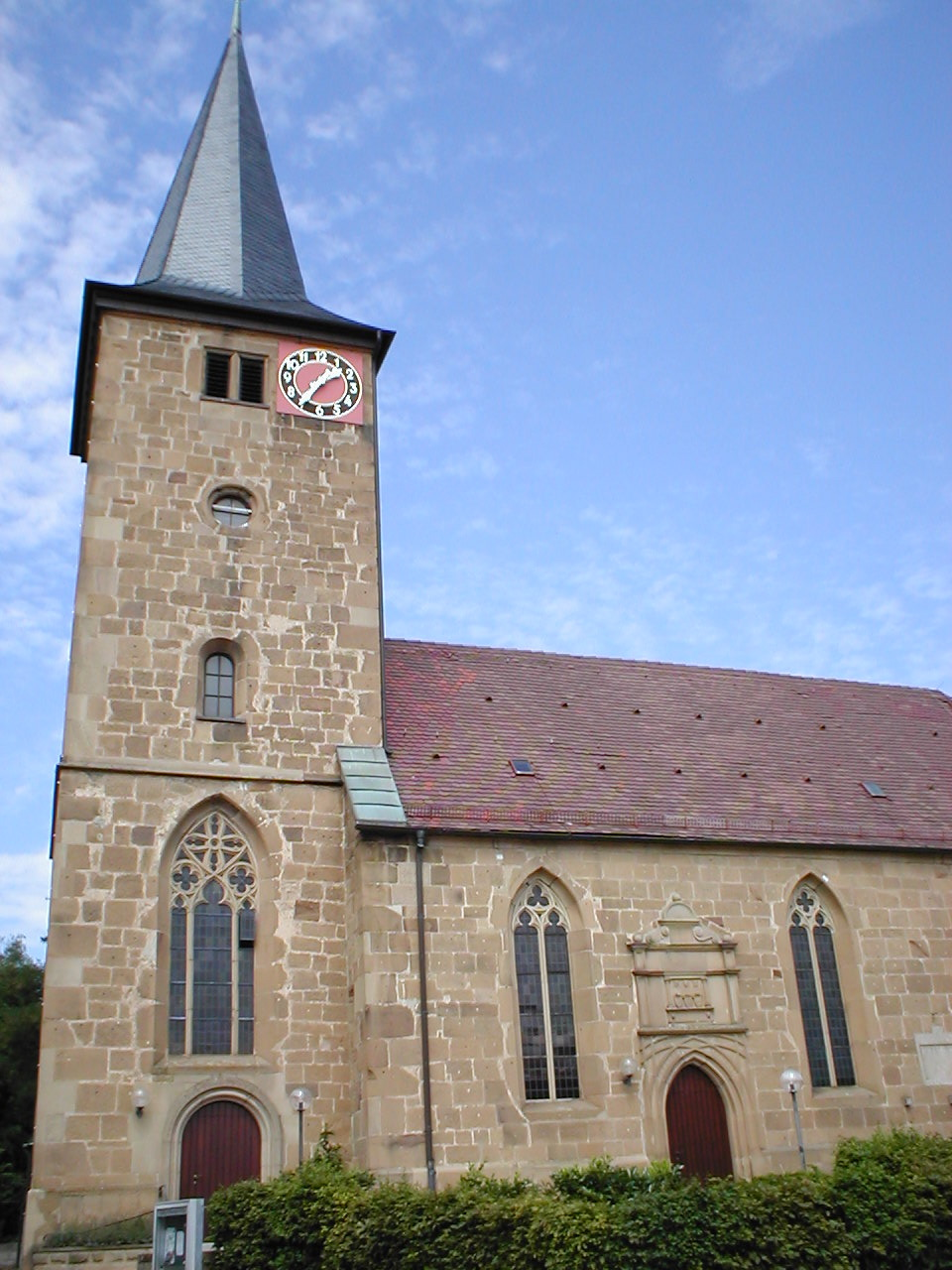
Albanskirche in Heilbronn-Frankenbach

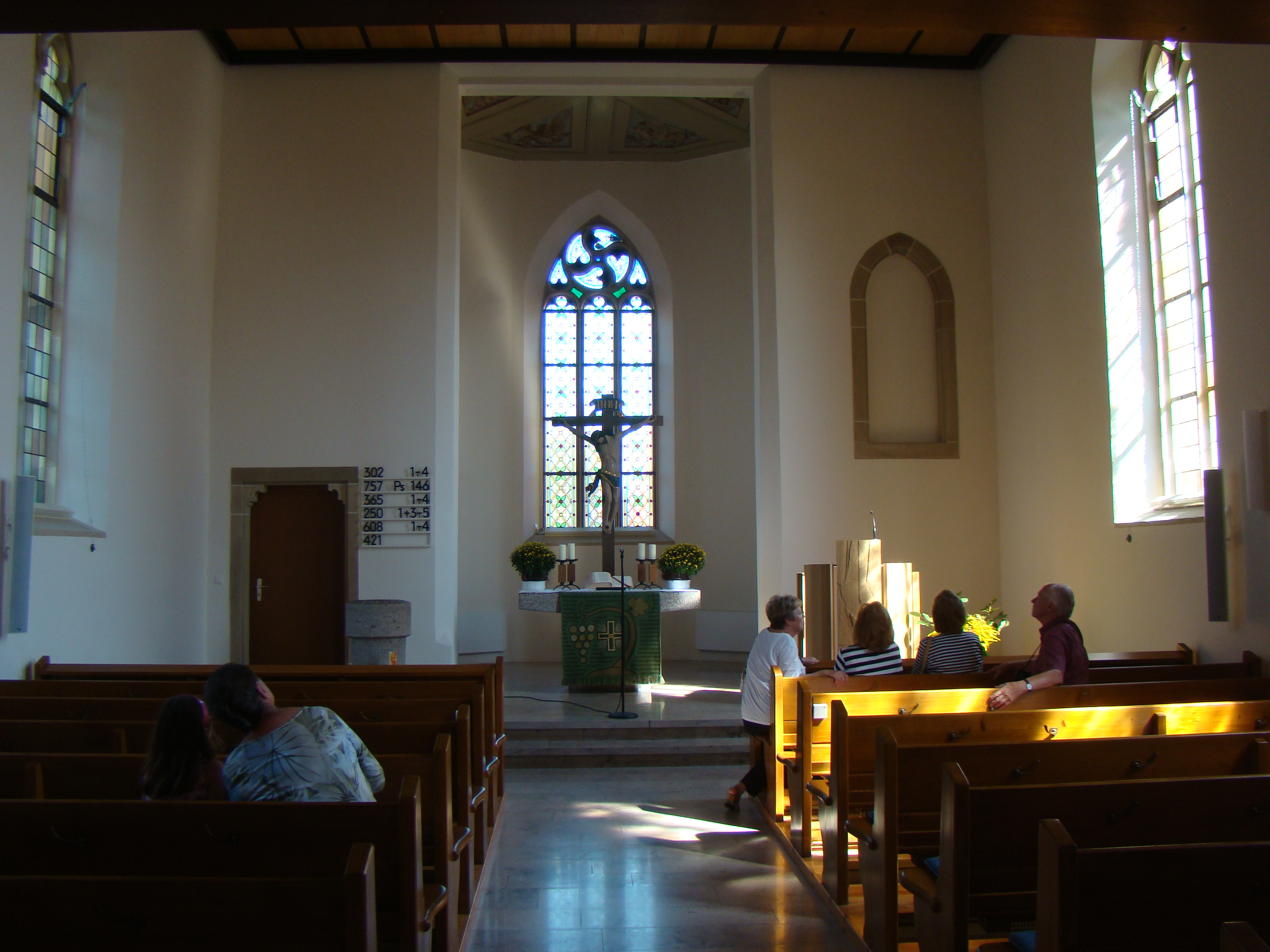
Blick zum Chor

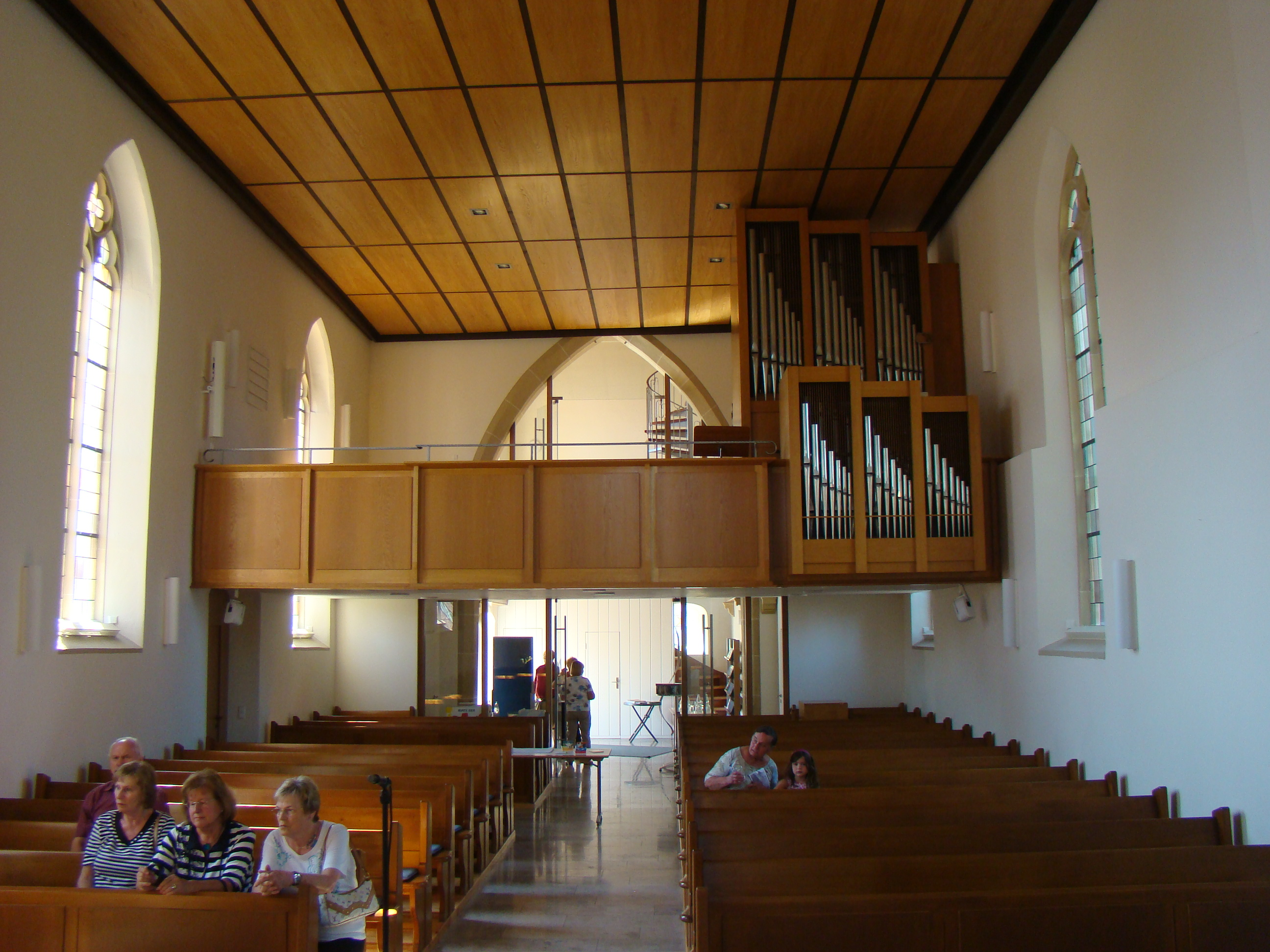
Blick zur Empore

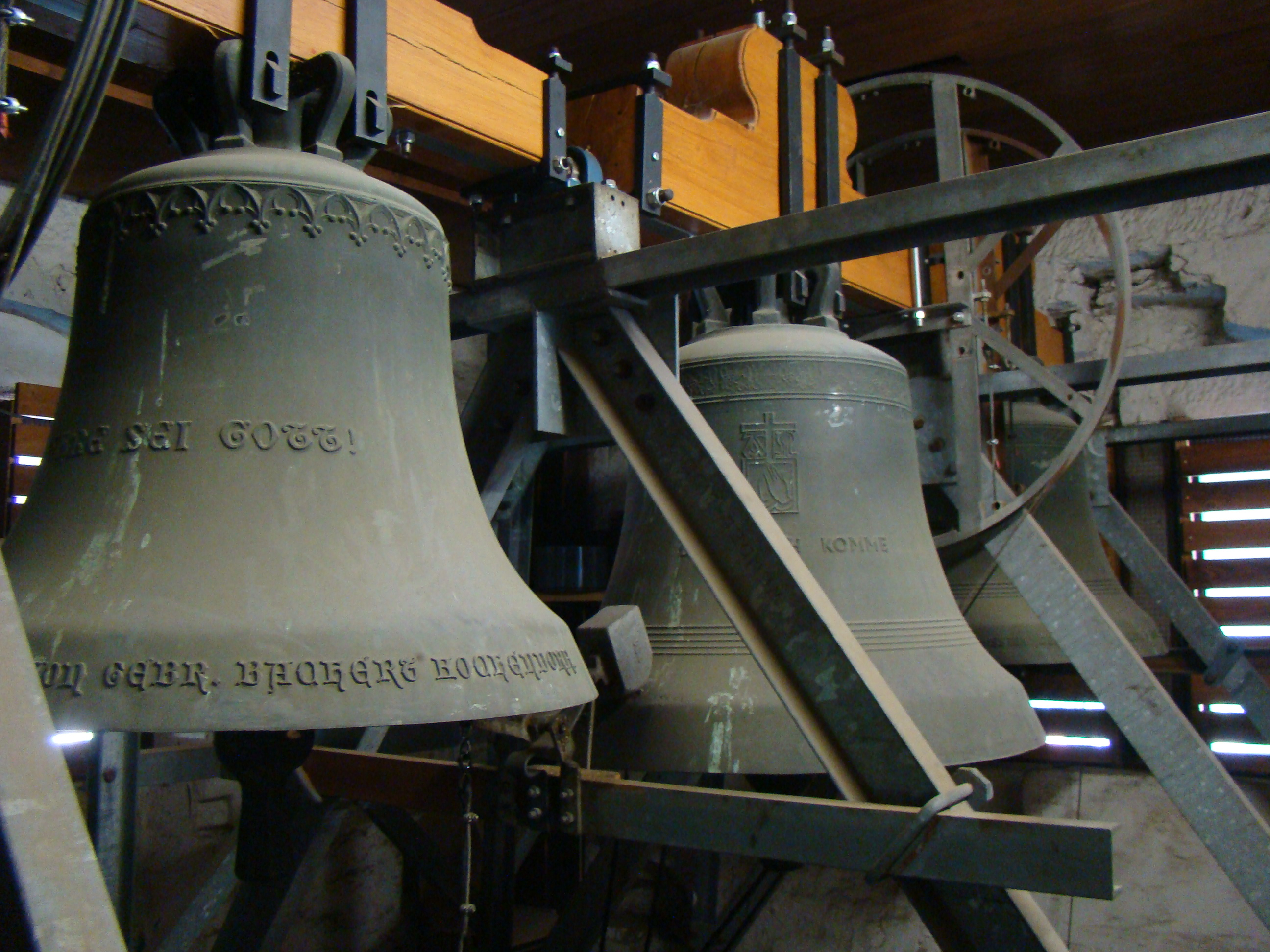
Glockenstuhl im Turm

Die Albankirche in Frankenbach, einem Stadtteil von Heilbronn im nördlichen Baden-Württemberg, ist eine evangelische Kirche. Die Kirche geht auf eine mittelalterliche Kapelle zurück, wurde um 1590 erneuert und 1863/64 erweitert. Die Kirchengemeinde gehört zum Kirchenbezirk Heilbronn in der Evangelischen Landeskirche in Württemberg.

## Geschichte
1496 wird im Wormser Synodale bereits eine Kapelle in Frankenbach erwähnt, die St. Alban geweiht war. Diese war eine Tochterkirche der Peterskirche zu Neckargartach. 1505 fragte die Frankenbacher Bevölkerung beim Wormser Bischof an und bat ihn um einen mercenarius, einen Priester. Am 3. Februar 1508 erlaubte Bischof Reinhard, dass in der Albanskapelle durch einen von ihm finanzierten Priester Messen gehalten werden können. In einem Vertrag vom 20. November 1508 wurde vereinbart, dass die Frankenbacher bei dem Neckargartacher Pfarramt den Priester vorschlagen müssen, der Neckargartacher den Frankenbacher Priester annehmen könne oder auch nicht, und der Frankenbacher dem Neckargartacher Pfarramt Gehorsam und Gebühren schuldig sei. Von 1515 bis 1518 wurde darauf eine Kirche erbaut, die 78 Schuh lang und 29 Schuh breit war und 1519 durch den Weihbischof von Worms geweiht wurde. 1520 erbaten die Frankenbacher in Worms die Erlaubnis für eine eigene Pfarrstelle, zu deren Unterhalt eine Bruderschaft eingerichtet und Almosen gesammelt wurden.
Der Reichsstadt Heilbronn gelang die Durchführung der Reformation in Frankenbach im Jahre 1530, indem man einen ausgetretenen Mönch des Heilbronner Franziskanerklosters, nämlich Lazarus Lebküchner, einsetzte und ihn dazu anhielt, evangelische Predigten zu halten.
Das heutige Gebäude wurde im Wesentlichen 1589/90 durch den Heilbronner Baumeister Martin Schwarz geschaffen, wobei der bereits 1535 begonnene Turm auch seine heutige Höhe von 25 Metern erhielt. 1863/64 wurde die Kirche schließlich nach Osten erweitert und im Inneren völlig umgestaltet. Die Erweiterung des 19. Jahrhunderts geschah mit finanzieller Hilfe der Verleger und Freiherren von Cotta vom nahen Hipfelhof, die dafür im Chor eine eigene Empore, das Baronenstüble, erhielten. Ein Brand im Kirchturm durch einen heißgelaufenen Orgelmotor hat am 15. September 1964 größere Schäden verursacht. Die Orgel wurde dadurch zerstört, die restlichen Schäden wurden notdürftig ausgebessert. Eine umfassende Renovierung fand erst 1972/73 statt, wobei der als „verbaut“ bezeichnete Innenraum der Kirche vollkommen umgestaltet wurde. Unter anderem wurden damals die einstigen Seitenemporen entfernt und durch eine große Orgelempore an der Westwand des Kirchenraums ersetzt. Eine neue Orgel wurde 1975 beschafft.
In den Jahren 2010 und 2011 fand unter Leitung der Architektin Birgit Theobold die letzte umfassende Renovierung der Kirche statt. Die durchgeführten Maßnahmen umfassten u. a. eine Sanierung der Fenster, die Erneuerung des Putzes im unteren Mauerbereich, einen neuen Anstrich des Kircheninneren, den Einbau einer neuen Elektroheizung, die Erneuerung der Beleuchtung und des Leitungsnetzes, die Modernisierung der Lautsprecheranlage, die Neugestaltung des Eingangsbereichs und die Aufstellung einer neuen Kanzel.

## Beschreibung

### Architektur
Die Albankirche ist eine einschiffige Saalkirche mit nach Osten angebautem Chor und nach Westen angebautem Turm. Die Fenster von Langhaus, Chor und Turmsockel sind als gotische Maßwerkfenster ausgebildet. Der heutige Hauptzugang zur Kirche erfolgt durch das Sockelgeschoss des Turms, das sich in einem großen spitzbogigen Torbogen zum Langhaus hin öffnet. Im Inneren ist die Kirche sehr schlicht und von den Renovierungsmaßnahmen der 1970er Jahre geprägt. Das Kirchenschiff ist von einer Holzdecke überspannt. Die flache Decke des durch ein rechteckiges Portal erschlossenen polygonalen Chors ist mit Evangelistensymbolen ausgemalt, die neben dem Altarkruzifix die einzigen älteren Schmuckelemente des Kircheninneren überhaupt sind. Rechts von der Choröffnung befand sich einst eine Wandkanzel, die über eine Treppe vom Chor aus zu erreichen war und deren vermauerter Wanddurchlass zum Langhaus noch zu erkennen ist.
Der Turm der Kirche befindet sich auf der westlichen Seite des Kirchenschiffs. Sein Sockel wurde 1535 errichtet, im Jahr 1589 wurde der Turm umgebaut und auf die Höhe von 25 Metern gebracht. Der Turmsockel dient als Eingangsbereich zur Kirche und als Stauraum, im Turmaufbau befinden sich der Glockenstuhl mit drei Glocken sowie das Uhrwerk für die Turmuhr. Die beiden größeren Glocken wurden 1949 von der Glockengießerei Bachert, Heilbronn, gegossen.
| Name                                | Durchmesser | Gewicht | Schlagton | Inschrift |
| ----------------------------------- | ----------- | ------- | --------- | --- |
| Betglocke                           | 1050 mm0    | 613 kg  |           | DEIN REICH KOMME |
| Kreuz-, Toten- und Gedächtnisglocke | 930 mm      | 437 kg  |           | ER IST UNSER FRIEDE / IN TRAUERNDEM GEDENKEN AN DIE IN 2 WELTKRIEGEN GEFALLENEN UND VERMISSTEN DER GEMEINDE FRANKENBACH |
| Taufglocke                          | 820 mm      | 290 kg  |           | EHRE SEI GOTT / GEGOSSEN IM JAHR 1932 VON GEBR. BACHERT KOCHENDORF                                                      |

### Portal

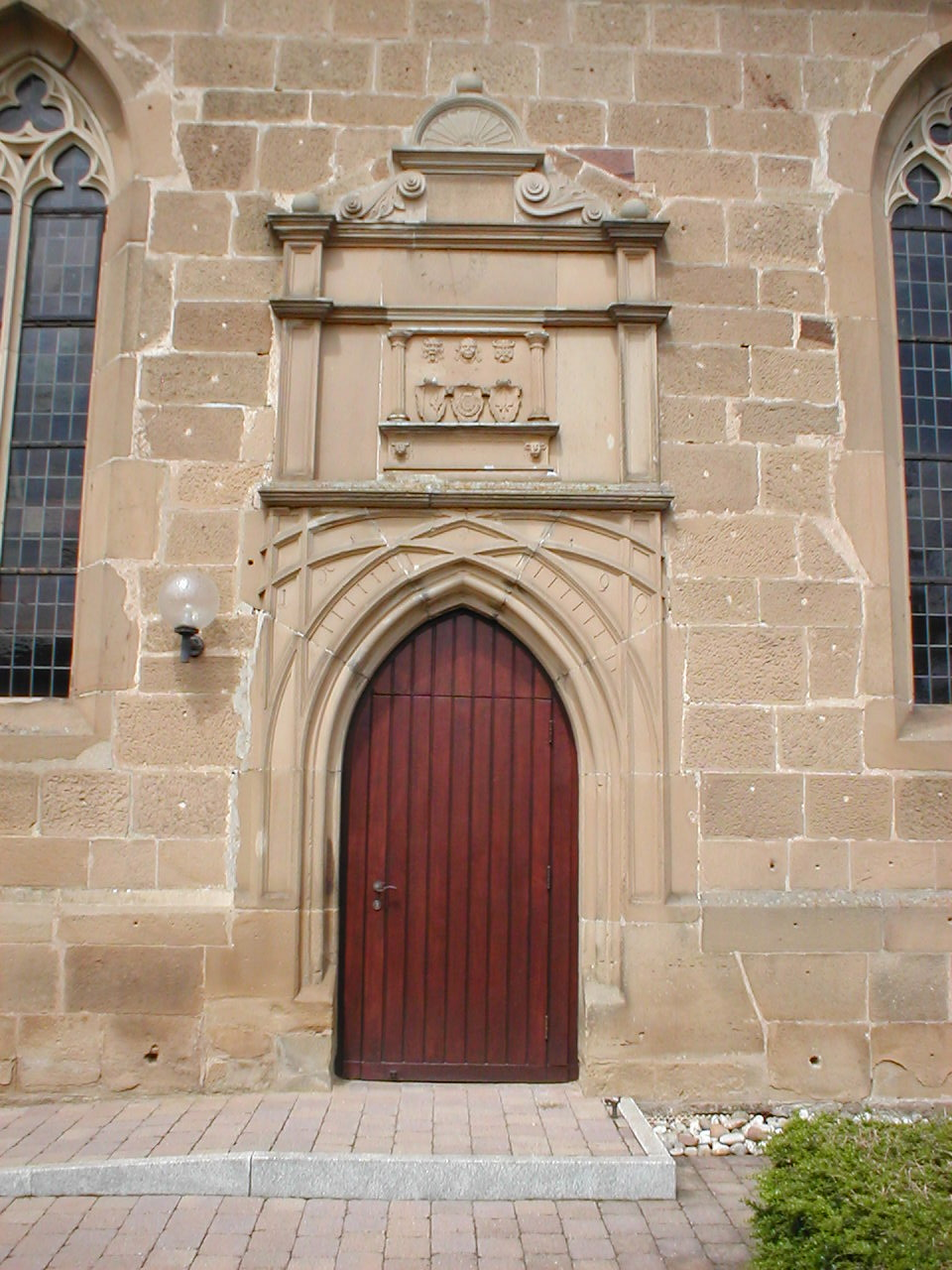
Portal der Albanskirche mit Jahreszahl 1590

Das Portal an der südlichen Seitenwand des Langhauses zeigt in seiner Umfassung mit kreuzrippenartigen Elementen Stilelemente der späten Gotik und in den Feldern zwischen den Rippen die Jahreszahl 1590.
Das auf das Portal aufgesetzte Tympanon zeigt Stilmerkmale der Renaissance und besteht aus mehreren Feldern. Das obere Feld enthält eine Inschrift, die den Baumeister Martin Schwarz aus Heilbronn für das Jahr der Erneuerung des Gebäudes benennt: Martin Schwarz zu Halbron ain Mauwrer alda wolgeton, im nein undt aczigsten ior den Durn erbauwet gar im finfzehen hundert neinzig die Kirchen ufrechtig stin. Unter der Baumeister-Inschrift befindet sich im mittleren Feld eine Sonnenuhr mit der Jahreszahl 1718.
Das untere und größte Feld des Tympanons enthält eine von Halbsäulen flankierte Tafel mit drei Köpfen und drei Wappenschilden. Diese Tafel soll an die Ermordung des Frankenbacher Schultheißen Wendel Jakob und anderer Personen während des Dreißigjährigen Krieges erinnern. Die einstigen Inschriften sind in der Beschreibung des Oberamts Heilbronn von 1903 überliefert, waren aber schon damals nicht mehr zu erkennen. Zwei der Wappen zeigen als Motiv eine Pflugschar, das historische Frankenbacher Wappenmotiv. Links ist der Kopf eines Mannes mit Bart zu sehen, dessen Mund weit aufgerissen ist. Rechts ist wiederum ein bärtiger Männerkopf dargestellt, der „in eine Ochsenhaut mit Hörnern hineingesteckt“ worden ist. In der Mitte ist ein Frauenkopf, an dem die Oberamtsbeschreibung „aufgeschlitzte und mit Pfriemen durchbohrte“ Ohren erkennt. Der linke Kopf soll durch ein Spruchband als Schultheiß Jakob Wendel bezeichnet gewesen sein. Die Inschrift des Steins lautete: Wendel Jakob Schultheiß am 6. Oktober 1634 allhie von den Soldaten übel umgebracht und am 8. Oktober begraben worden – Hans Treuninger ist am 25. Oktober des Jahres 1634 von 2 Soldaten in den Neckar bei Obereisesheim gesprengt, wieder herausgezogen, in eine Haut genäht nach Frankenbach geschleppt und daselbst elendlich gestorben. Der Frauenkopf könnte der Oberamtsbeschreibung zufolge Salome Haaß darstellen, über die das Totenbuch im Jahr 1638 berichtet: Salome, Michel Haaß Weib, 42 Jahre alt, von 2 Soldaten in Neckar gesprengt mit großem Leib, daraufhin gen Obereisesheim geschlept, und elentlich gestorben.

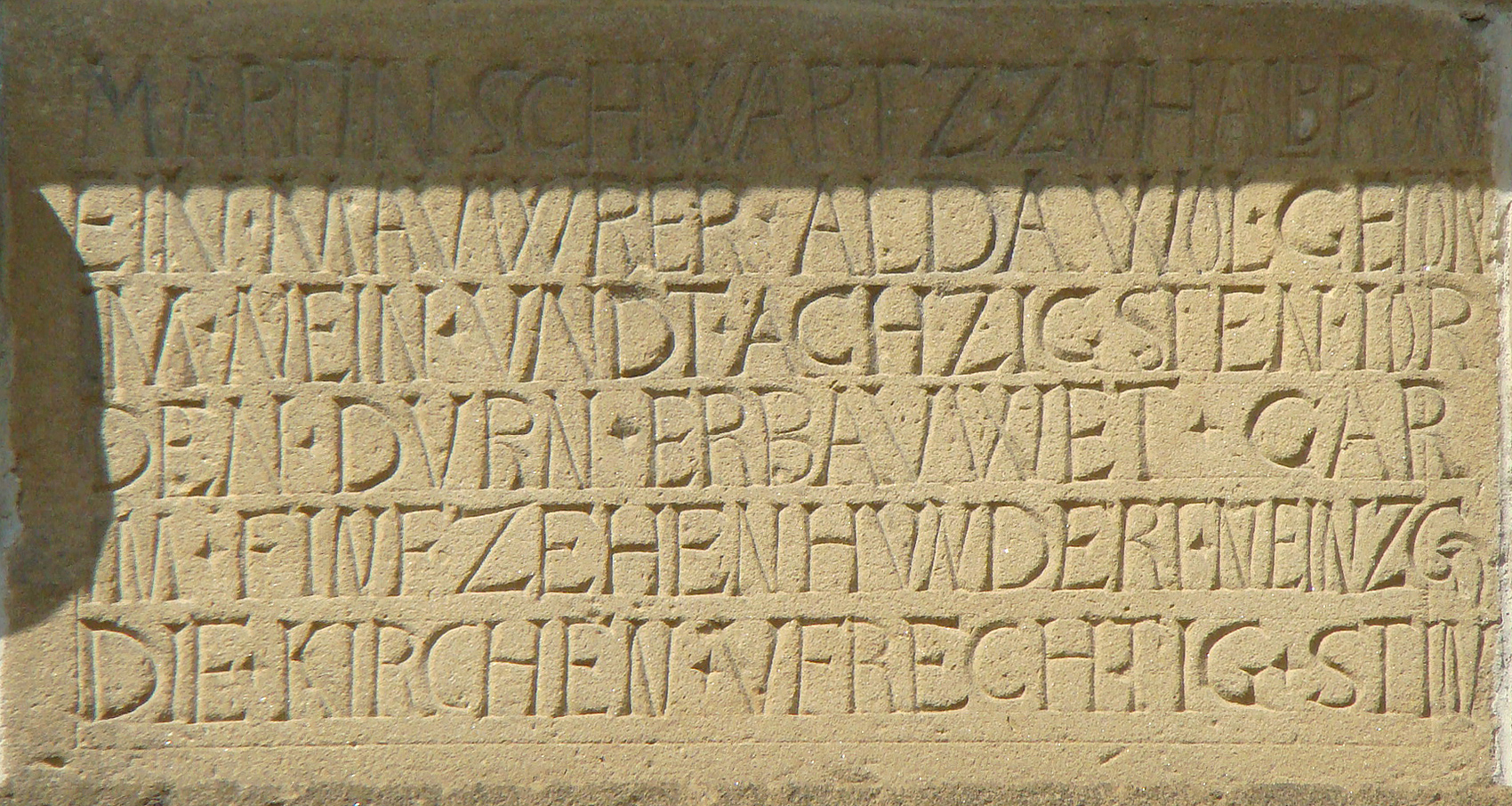
Baumeister-Inschrift
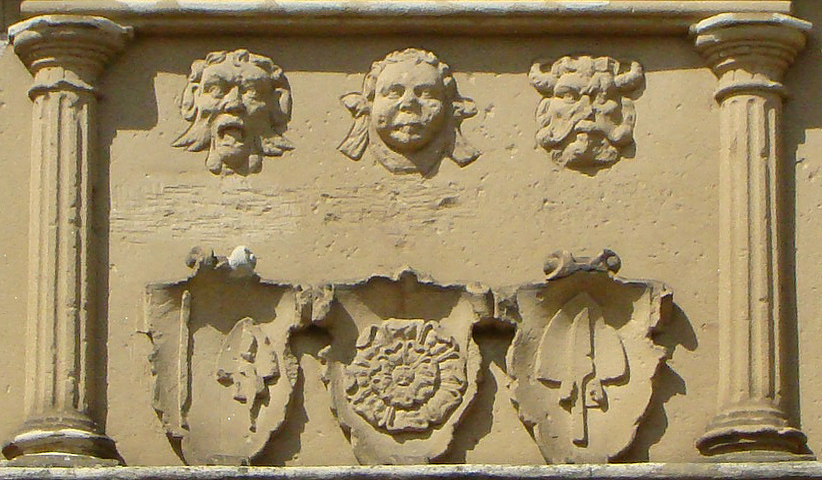
Tafel mit drei Köpfen und drei Wappen

### Kirchenschatz
Zum Kirchenschatz zählen historische Taufgerätschaften, die die Familie von Cotta zur Taufe ihres Sohnes Georg Friedrich Carl am 14. Juli 1869 gestiftet hat, sowie Abendmahlskelch und Abendmahlskanne, gestiftet von Gustav und Anna Philipp 1932.

### Orgel
Die Orgel der Albankirche wurde 1975 von der Orgelbaufirma Plum aus Marbach/Neckar erbaut. Sie besitzt 13 Register und eine mechanische Traktur, verteilt auf zwei Manuale und Pedal. Spieltraktur und Registertraktur sind rein mechanisch. Die Orgel besitzt einen weichen und vollen Klang. Dazu trägt insbesondere auch die Trompete in französischer Bauweise bei.
| I. Hauptwerk C–g3 |              |             |
| 1.                | Prinzipal    | 8′          |
| 2.                | Rohrgedeckt  | 8′          |
| 3.                | Oktave       | 4′          |
| 4.                | Rauschpfeife | 2 ⁄3′ + 2′  |
| 5.                | Mixtur       | 1 ⁄3′ 4fach |
| 6.                | Trompete     | 8′          |

| II. Rückpositiv C–g3 |             |                |
| 7.                   | Gedeckt     | 8′             |
| 8.                   | Rohrflöte   | 4′             |
| 9.                   | Sesquialter | 2 ⁄3′ + 1 3⁄5′ |
| 10.                  | Prinzipal   | 2′             |
| 11.                  | Sifflet     | 1′             |
|                      | Tremulant   |                |

| Pedal C–f1 |           |                                |
| 12.        | Subbass   | 16′                            |
| 13.        | Oktavbass | 8′                             |
| 14.        | Trompete  | 8′ (mech. Transmission aus HW) |

- Koppeln: II/I, I/P, II/P

### Sonstiges

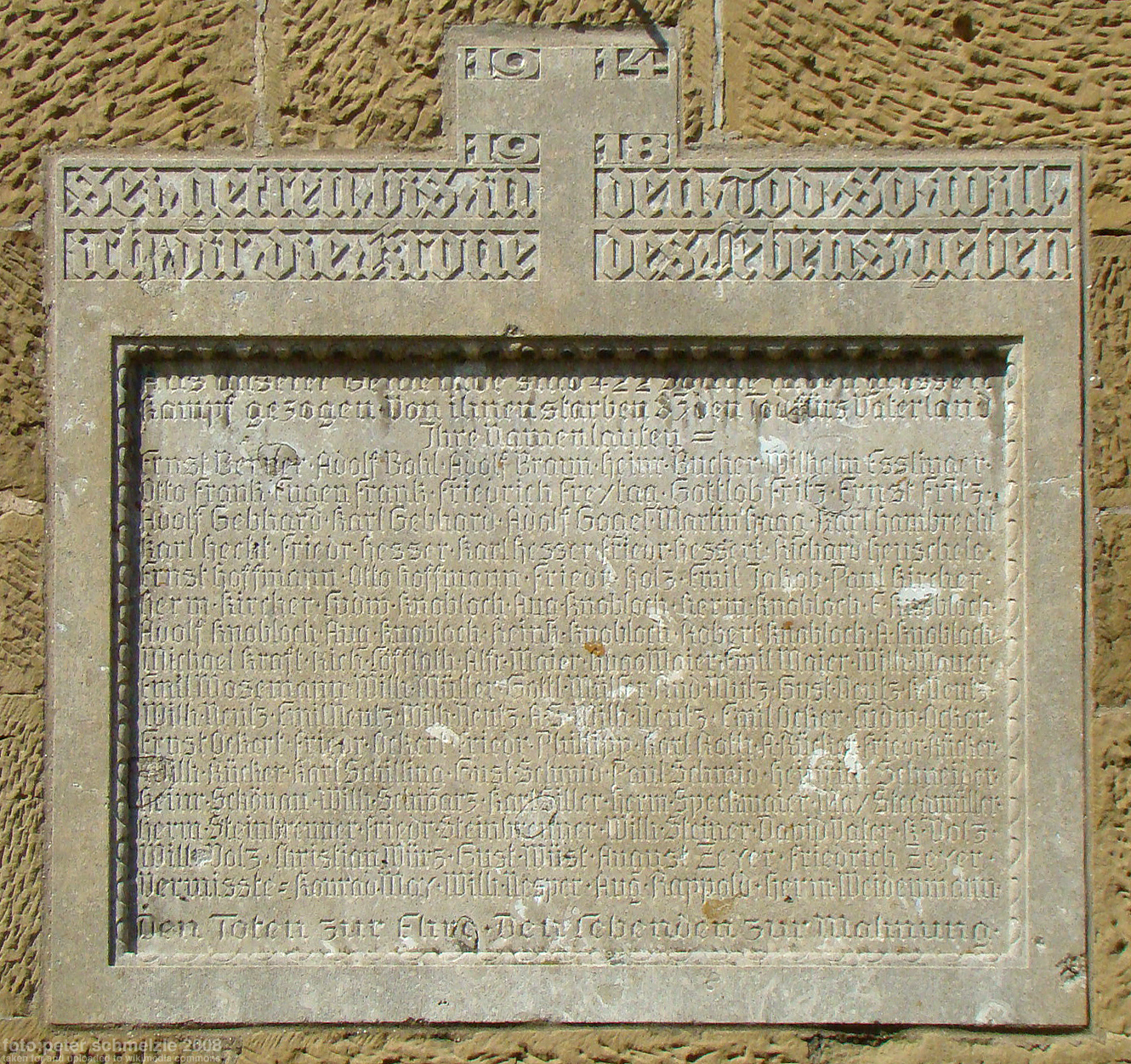
Gedenktafel für die Kriegstoten 1914–18

In die Fassade der Kirche ist eine Gedenktafel für die toten Soldaten des Ersten Weltkriegs 1914–18 eingelassen. Im Jahr 1938 wurde hinter der Kirche das Frankenbacher Kriegerdenkmal errichtet. Unter der Parole „Durch Kampf zum Sieg“ instrumentalisierten die NS-Machthaber das Totengedenken im Sinne ihrer Forderung nach Opferbereitschaft. Die historische Steinbrücke zwischen der Albanskirche und dem Friedhof überquert einen Überrest des Frankenbacher Dorfgrabens. Unterhalb der Kirche befindet sich in der Kirchstraße 4 das zugehörige historische Pfarrhaus, das 1756 über einem alten Bau von 1695 errichtet wurde.

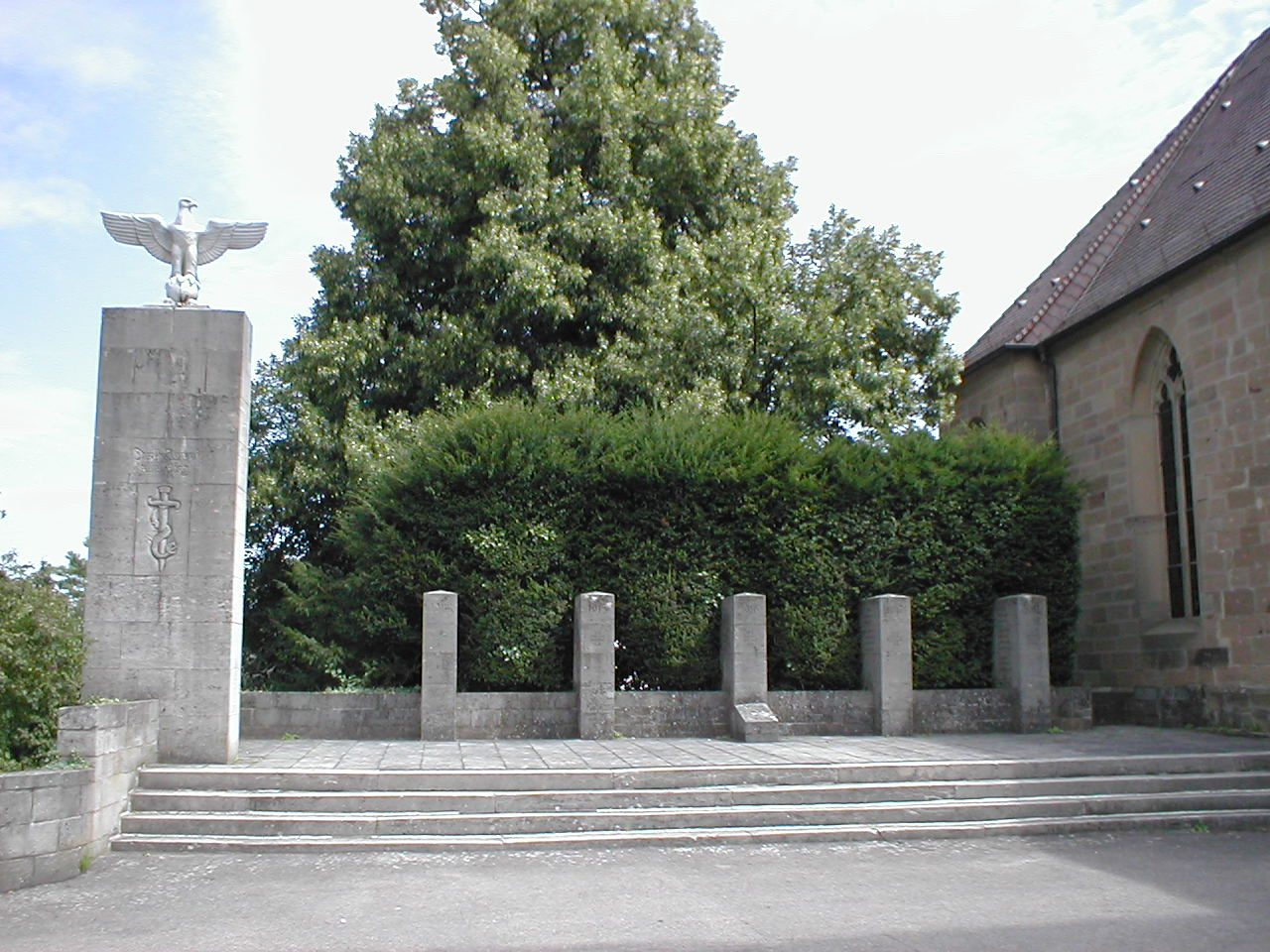
Kriegerdenkmal von 1938
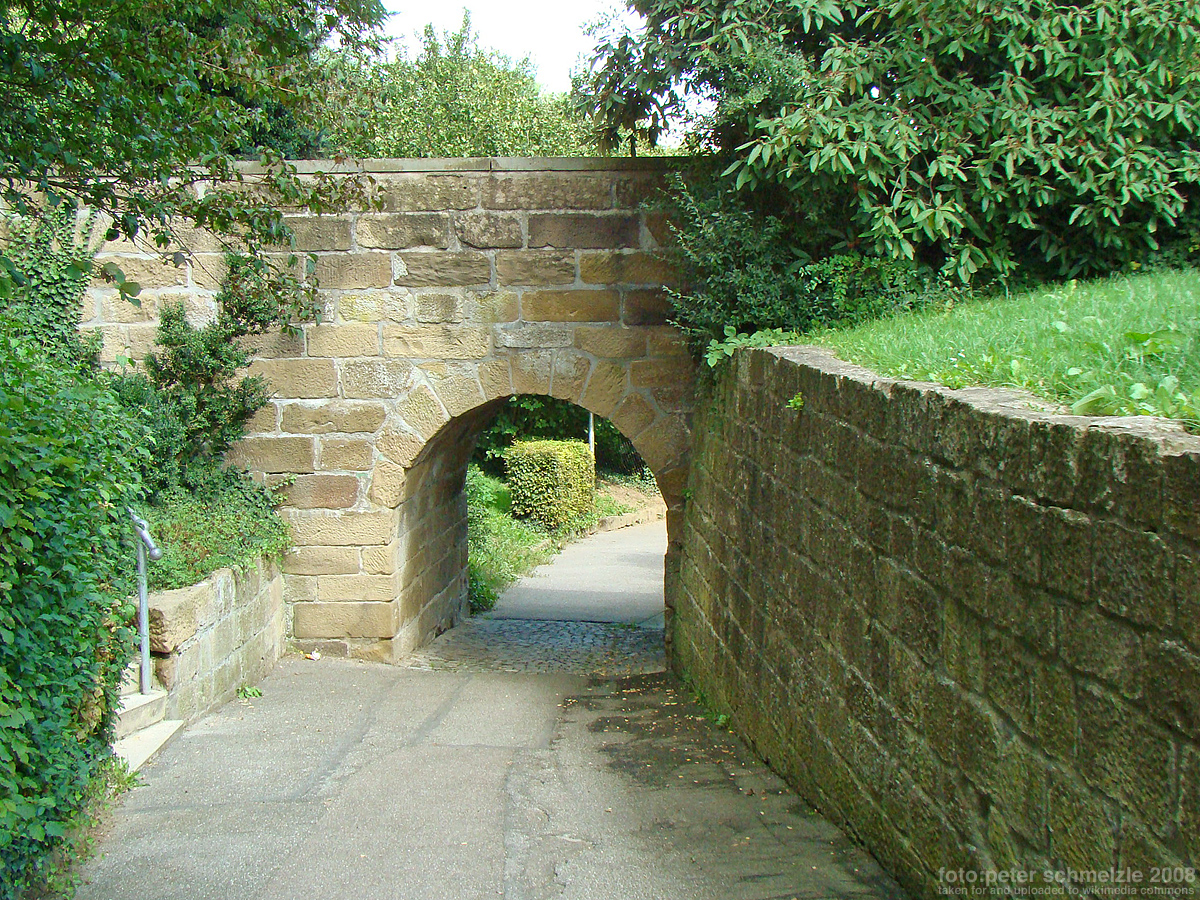
Steinbrücke über Dorfgraben
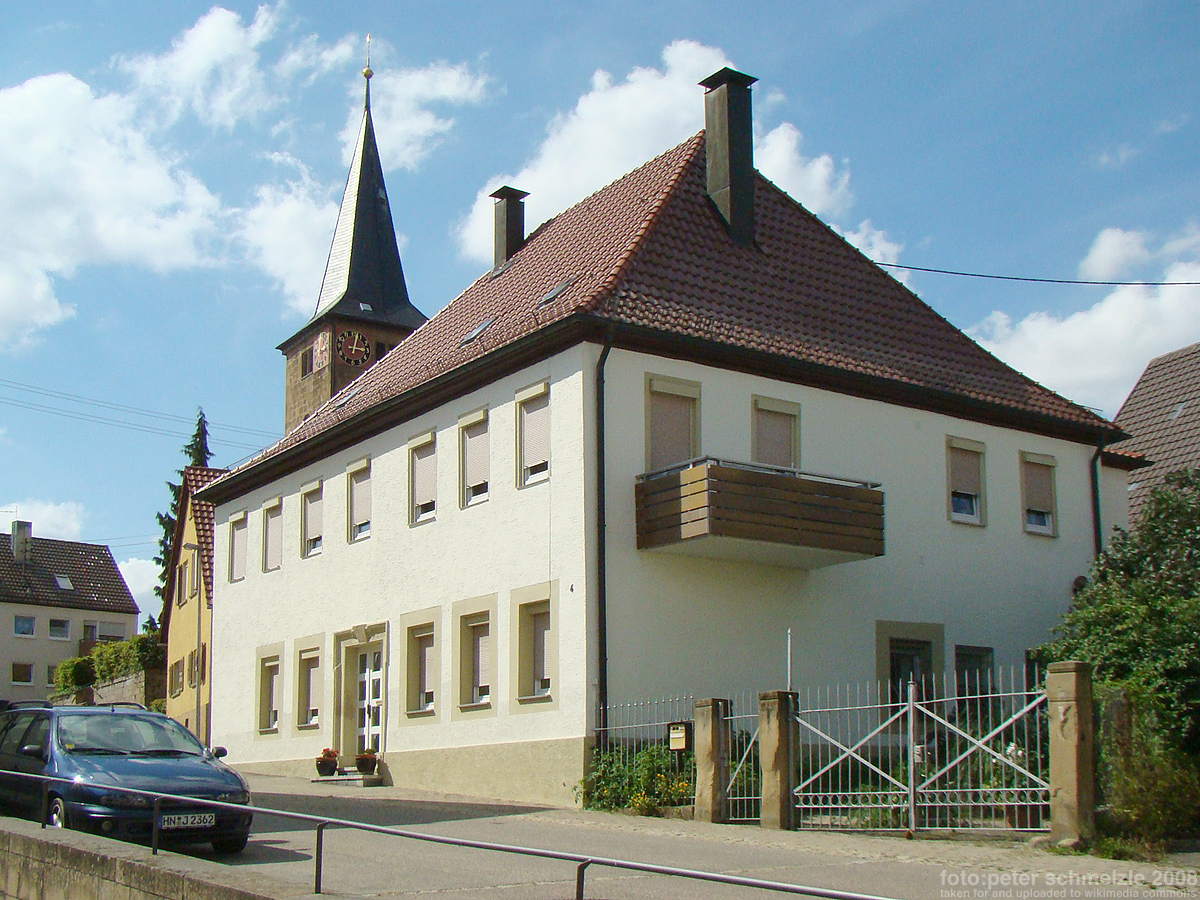
Evangelisches Pfarrhaus